# 3888 Гойт
3888 Гойт (3888 Hoyt) — астероїд головного поясу, відкритий 28 березня 1984 року.
Тіссеранів параметр щодо Юпітера — 3,388.